# Shoot 'Em Up (película)
Shoot 'Em Up es una película de acción y humor negro, dirigida y escrita por Michael Davis y producida por Susan Montford, Don Murphy y Rick Benattar. El filme fue estrenado el 7 de septiembre de 2007.

## Argumento
El filme narra la historia de Smith (Clive Owen), un desempleado con experiencia militar y ávido comedor de zanahorias que sólo desea que nadie lo moleste. Smith resulta envuelto en una compleja conspiración política cuando ayuda a una mujer embarazada que es perseguida por un asesino a sueldo. La mujer da a luz durante un tiroteo; sin embargo, ella recibe un disparo en la cabeza. Smith toma al bebé y huye con una prostituta, Donna Quintano (Monica Bellucci). El grupo es perseguido por el inteligente y rudo Hertz (Paul Giamatti) y su ejército de matones. Después de varios enfrentamientos entre Smith y el grupo de Hertz, el primero es capaz de descubrir la historia detrás de la conspiración. Un senador de los Estados Unidos, candidato a la presidencia, a favor de un control estricto de armas, ha criado bebés para obtener su médula ósea y así tratar el cáncer que él padece. Un prominente fabricante de armas (Stephen McHattie) contrata a Hertz para matar a los bebés, para que el senador no pueda curarse.

## Reparto
- Clive Owen - Smith
- Monica Bellucci - Donna Quintano
- Paul Giamatti - Hertz
- Stephen McHattie - Hammerson
- Greg Bryk - "Go-to-Guy"
- Daniel Pilon - Senador Rutledge
- Ramona Pringle - Madre del bebe

## Producción
Cuando la idea original del director y guionista Michael Davies era rechazada por los estudios cinematográficos, él decidió realizar un metraje animado de 17 minutos para dar una idea a los directores de los estudios de cómo se verían las escenas de acción. Esto obtuvo la atención del director ejecutivo de New Line Cinema Robert Shaye, quien aprobó el proyecto y aceptó a Davis como director. Tras contratar a Clive Owen y a los otros actores, la producción se inició en Toronto (Canadá) el 13 de febrero de 2006 hasta el 8 de mayo de 2006. Aunque la revista Variety reportó que el filme estaba previsto para la época navideña de 2006 y los primeros avances ocurrieron en septiembre del mismo año, el lanzamiento del filme fue programado para el 7 de septiembre de 2007. Las respuestas de la audiencia a proyecciones previas al estreno fueron mixtas. El sitio web WorstPreviews reportó que, "el estudio ha mostrado la película en varios lugares con una respuesta de la audiencia que ha sido que la película no es nada más que un gran tiroteo ... Mientras algunos no veían nada malo con esto, el problema es que el guion se inició con los tiroteos y entonces se le añadió un argumento, no al revés". Sin embargo, la recepción de la audiencia a una proyección en el San Diego Comic-Con fue mucho mejor. La actriz Monica Belluci dobló su voz en las versiones francesa e italiana del filme.

## Mercadeo
En los meses previos a su lanzamiento, Shoot 'Em Up fue promocionada a través de varios medios sutiles. Por ejemplo, un póster  promocional fue insertado en una actualización en el nivel en línea para multijugador Calypso Casino del videojuego Tom Clancy's Rainbow Six: Vegas. También fue promocionada en uno de los niveles de la ciudad del videojuego Crackdown.
A partir de julio de 2007, la película fue publicitada con una campaña de marketing de guerrilla realizada por la agencia londinense New Media Maze. La campaña incluyó un video viral y un sitio web que ofrecía productos ficticios, entre los que se incluían coches para bebés a prueba de balas y cascos antimotines para niños. Un video fue lanzado en YouTube en el cual la compañía decía haber probado el coche antibalas al dispararle con un subfusil mientras un bebé se encontraba dentro. El bebé resultaba ileso. Sin embargo, todo era una broma, pero la campaña fue tomada seriamente por los medios de comunicación y varios blogs. Por ejemplo, uno de los tabloides más importantes de Suecia, el Aftonbladet, tuvo la historia como su artículo principal en su sitio web.
En agosto de 2007, se empezaron a transmitir anuncios televisivos para la película, los cuales incluían la canción "House of Wolves" de My Chemical Romance.

## Recepción
Las opiniones de los críticos estuvieron divididas. Variety describió la película como "violenta y vil en igual medida", pero "demasiado audaz estilísticamente como para ser despedida inmediatamente". The Hollywood Reporter fue más ambiguo en su crítica, diciendo que "cualquiera buscando sutileza, desarrollo de los personajes o un guion bien estructurado estará desilusionado, pero los fanáticos de la acción tendrán bastante con que divertirse con este filme que hace que Hard Boiled parezca recatada", y que el filme era "bueno e innegablemente divertido". Peter Travers de Rolling Stone alabó el filme, dándole tres de cuatro estrellas y llamándole un "sueño mojado para los adictos a la acción [que] deja la lógica y motivación fuera". Tomando una opinión opuesta, Michael Phillips del Chicago Tribune le dio al filme una de cuatro estrellas, reprochando la crueldad del filme y tildándolo de "asqueroso", "vil" y "necio". A. O. Scott de The New York Times fue más allá, llamando la película "un pedazo de basura sin valor".
Para el 26 de mayo de 2008, el sitio web de crítica cinematográfica Rotten Tomatoes muestra a Shoot 'Em Up con un índice de audiencia de 66 % basado en 155 críticas y con un índice de audiencia promedio por crítico de 6.2/10.
El filme ocupó la cuarta posición en la taquilla durante su fin de semana de estreno, ganando $ 5 450 000 en 2108 salas de proyección.

## Lanzamiento para DVD y Blu-ray
La película fue lanzada en formatos Blu-ray y DVD el 1 de enero de 2008. La versión para HD DVD estaba programada para ser lanzada poco después de la versión para Blu-ray, pero la decisión de Warner Bros. de apoyar exclusivamente el formato Blu-ray provocó la cancelación de todos los títulos de New Line Cinema para HD DVD.